# Kamil Stoch
Kamil Wiktor Stoch (* 25. Mai 1987 in Zakopane) ist ein polnischer Skispringer. Bei den Weltmeisterschaften 2013 gewann er den Titel auf der Großschanze und errang mit der polnischen Mannschaft die Bronzemedaille im Teamwettbewerb. Bei den Olympischen Winterspielen 2014 sicherte sich Stoch in Sotschi beide Einzel-Goldmedaillen. Bei den Olympischen Winterspielen 2018 gewann er die Goldmedaille im Einzel auf der Großschanze und mit der Mannschaft die Bronzemedaille. Zudem gewann er 2013/14 sowie 2017/18 den Gesamtweltcup und die Vierschanzentournee 2016/17, 2017/18 sowie 2020/21. Damit zählt er zu jenen fünf Athleten (neben Espen Bredesen, Thomas Morgenstern, Matti Nykänen und Jens Weißflog), welche die wichtigsten vier Wettbewerbe im Skispringen gewonnen haben. Stoch war 2017/18 außerdem der zweite Gesamtsieger einer Vierschanzentournee nach Sven Hannawald (2001/02), der alle vier Springen gewann. Im Mai 2025 verkündete Stoch, dass er nach der Weltcupsaison 2025/26 mit dem Skispringen aufhören werde.

## Persönliches
Kamil Stoch besuchte die Sportschule Zespół Szkół Mistrzostwa Sportowego in Zakopane und studierte dann an der Akademia Wychowania Fizycznego im. Bronisława Czecha, einer in Krakau beheimateten Sportuniversität.
Seit dem 8. August 2010 ist er mit Ewa Bilan verheiratet, die als seine Managerin agiert. Beide gründeten in Zakopane einen Skiclub zur Talentförderung. Auch fungierte Stoch als Werbeträger für die polnischen Streitkräfte, denn bei seinem Olympiasieg 2014 trug er das Emblem der polnischen Luftstreitkräfte auf seinem Helm. Stoch ist Fan des englischen Fußballvereins FC Liverpool, dessen Spiele er schon öfters besucht hat. Er ist bekennender Katholik.

## Werdegang
Kamil Stoch kam im Alter von drei Jahren zum Skifahren, ehe er als Neunjähriger erste Sprünge absolvierte. Drei Jahre später gelang ihm im Alter von zwölf Jahren bereits ein Sprung auf eine Weite von 128 m.

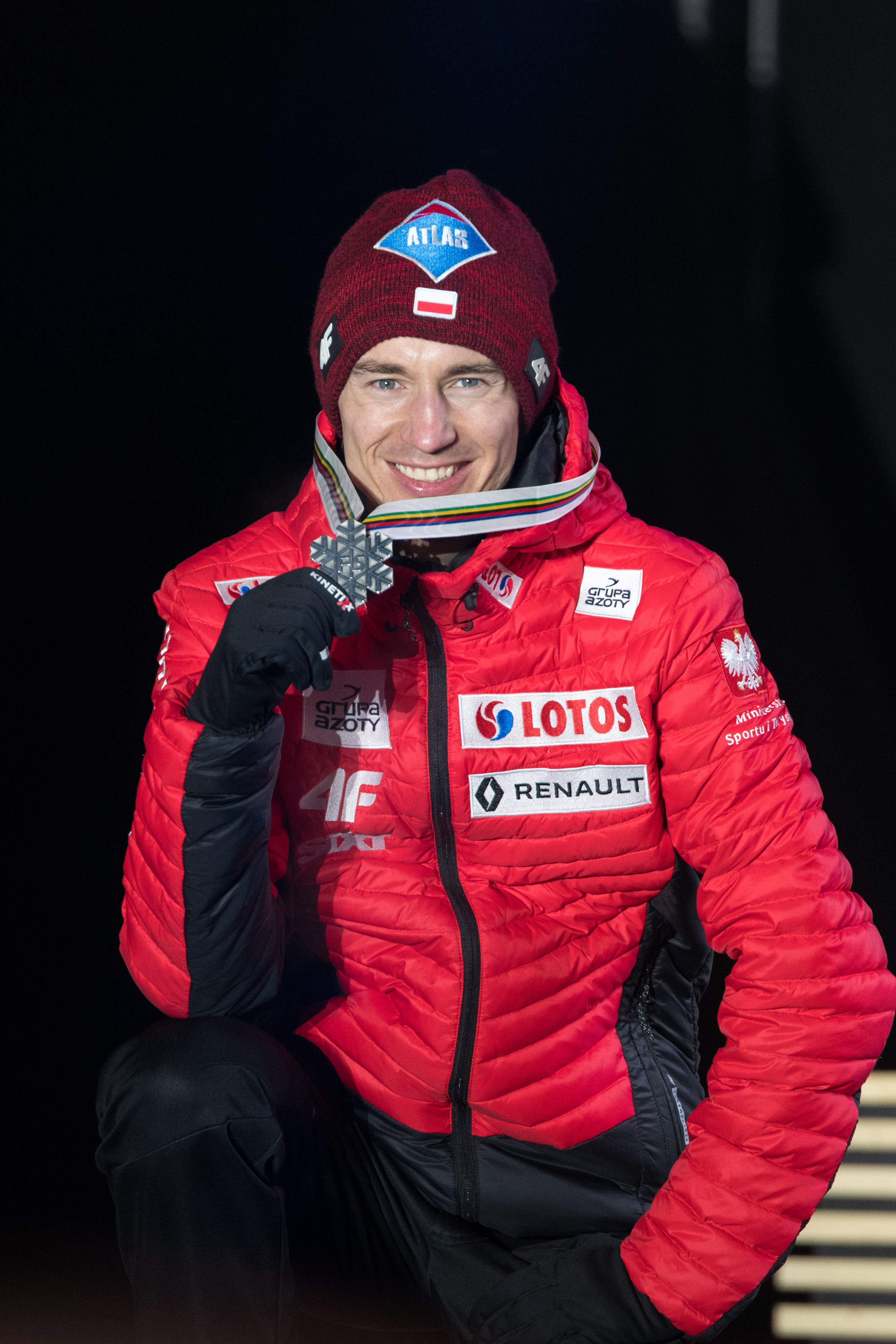
Stoch bei den Weltmeisterschaften 2019 in Seefeld

Seinen ersten Auftritt bei einem internationalen Turnier hatte Stoch 1999 beim Schülercup in Garmisch-Partenkirchen. Im Januar 2003 wurde er erstmals im Continental Cup eingesetzt, der zweiten Liga des internationalen Skispringens. Hier sprang er auch im Winter 2003/04 und zu Beginn des Winters 2004/05. Zudem vertrat Stoch von 2003 bis 2005 Polen bei den Juniorenweltmeisterschaften; 2004 und 2005 wurde er dabei mit der polnischen Mannschaft Juniorenvizeweltmeister. Bei den Weltmeisterschaften 2005 in Oberstdorf belegte er mit der polnischen Mannschaft den sechsten Platz.
Am 29. Januar 2005 wurde Kamil Stoch beim Springen in seiner Heimatstadt Zakopane erstmals für ein Weltcupspringen aufgestellt, schied aber nach dem ersten Durchgang aus. Am 11. Februar des Jahres erreichte er auf der Großschanze im italienischen Pragelato den siebenten Rang und holte seine ersten Weltcuppunkte. Kurz darauf gehörte er zum polnischen Aufgebot für die Olympischen Winterspiele 2006. Dabei sprang er von der Normalschanze auf den 16. und von der Großschanze auf den 26. Platz. Im Teamspringen erreichte er gemeinsam mit Stefan Hula, Robert Mateja und Adam Małysz den 5. Platz.
Am 3. Oktober 2007 gewann Kamil Stoch das Sommer Grand-Prix-Springen in Oberhof mit den beiden besten Sprüngen. Kurz darauf wurde er am 26. Dezember 2007 in Zakopane Gewinner der polnischen Meisterschaft von der Großschanze. Am 21. Februar 2009 wurde Stoch bei den Nordischen Skiweltmeisterschaften 2009 im tschechischen Liberec Vierter auf der Normalschanze. Am 21. März 2009 holte er mit der polnischen Mannschaft die Silbermedaille im Weltcup im slowenischen Planica. Am 29. Januar 2011 feierte er den 3. Platz im Teamwettbewerb von Willingen.
Bei den Olympischen Winterspielen 2010 im kanadischen Vancouver erreichte Kamil Stoch im Springen von der Normalschanze den 27. Platz. Zu Beginn der Sommersaison 2010 dominierte er den Continental Cup und konnte nach einem zweiten Platz zum Auftakt mit insgesamt sechs Erstplatzierungen das Turnier schließlich als Gesamtsieger abschließen. Am 23. Januar 2011 gewann er vor heimischer Kulisse das Springen von der Großschanze in Zakopane und feierte damit seinen ersten Weltcupsieg.
In der Saison 2011/12 belegte Stoch im Gesamtweltcup den fünften und in der Skiflugwertung den sechsten Platz und erreichte damit seine bis dato jeweils beste Platzierung.
Die Vierschanzentournee 2012/13 schloss er mit Platz 4 in der Gesamtwertung ab, seine bisher beste Platzierung in dieser Wettbewerbsserie. Im Februar 2013 errang Stoch bei den Weltmeisterschaften 2013 im italienischen Val di Fiemme seinen ersten Weltmeistertitel. Mit seinen Teamkollegen Piotr Żyła, Dawid Kubacki und Maciej Kot gewann er mit seinem Team hinter Österreich und Deutschland die Bronzemedaille im Mannschaftswettbewerb und damit die erste polnische Mannschaftsmedaille im Skispringen bei Weltmeisterschaften.
Stoch ist vielfacher polnischer Meister sowohl in Einzelwettbewerben von der Groß- und der Normalschanze als auch mit der Mannschaft seines Vereins AZS Zakopane.
Nach der Saison 2012/13 wurde er neben Sabrina Windmüller in die FIS-Athletenkommission gewählt, um dort die Interessen der Skispringer zu vertreten.
Am 9. Februar gewann Stoch bei den Olympischen Winterspielen 2014 in Sotschi Gold auf der Normalschanze vor Peter Prevc und Anders Bardal. Sechs Tage später siegte er ebenfalls auf der Großschanze vor Noriaki Kasai und Prevc. Mit sechs Saisonsiegen im Weltcup entschied er den Gesamtweltcup der Saison 2013/14 mit 1420 Punkten für sich.
Bei den Nordischen Skiweltmeisterschaften 2015 in Falun belegte er im Einzel von der Normalschanze den 17. Platz und von der Großschanze den zwölften Platz. Im Mannschaftsspringen holte er zusammen mit Piotr Żyła, Klemens Murańka und Jan Ziobro die Bronzemedaille.
Am 3. Dezember 2016 gewann Stoch zusammen mit Piotr Żyła, Dawid Kubacki und Maciej Kot den Teamwettbewerb in Klingenthal. Dies war der erste Sieg einer polnischen Mannschaft in einem Weltcup-Teamwettbewerb. Am 6. Januar 2017 konnte er mit einem Tagessieg in Bischofshofen erstmals die Vierschanzentournee für sich entscheiden. Bei den anschließenden Weltcup-Springen am 14. und 15. Januar entschied er beide Wettbewerbe für sich und war damit der erste Pole, der einen Weltcup auf der Malinka in Wisła gewann. Am 4. März 2017 gewann er bei den Nordischen Skiweltmeisterschaften 2017 in Lahti mit Piotr Żyła, Dawid Kubacki und Maciej Kot die Goldmedaille im Mannschaftswettbewerb und konnte dadurch seine insgesamt zweite Goldmedaille bei Nordischen Skiweltmeisterschaften feiern.
Bei der Vierschanzentournee 2017/18 wurde Stoch zum zweiten Springer nach Sven Hannawald in der Saison 2001/02, der alle vier Springen der Wettbewerbsserie innerhalb einer Saison gewinnen konnte. Mit dem Sieg in Bischofshofen aus der Vorsaison holte er damit fünf Tournee-Tagessiege in Folge, was vor ihm lediglich Helmut Recknagel und Hannawald gelungen war. Zudem gewann er in dieser Saison das erstmals ausgetragene Willingen Five, die Raw Air, das ebenfalls neu eingeführte Planica 7, und mit 1443 Punkten und 373 Punkten Vorsprung auf den Zweitplatzierten Richard Freitag zum zweiten Mal nach 2013/14 den Gesamtweltcup. Bei der Skiflug-Weltmeisterschaft 2018 in Oberstdorf gewann er im Einzelwettbewerb die Silbermedaille hinter Daniel-André Tande und im Mannschaftswettbewerb zusammen mit Piotr Żyła, Stefan Hula und Dawid Kubacki die Bronzemedaille. Dies waren die ersten Medaille für Stoch bei einer Skiflug-WM. Bei den Olympischen Winterspielen 2018 in Pyeongchang wurde er erneut Olympiasieger von der Großschanze vor Andreas Wellinger und Robert Johansson, nachdem er als Vierter auf der Normalschanze noch die Medaillenränge knapp verpasste. Im Teamwettbewerb gewann er gemeinsam mit Maciej Kot, Stefan Hula und Dawid Kubacki die Bronzemedaille.
Bei den Weltmeisterschaften 2019 in Seefeld in Tirol gewann er nach Platz fünf von der Großschanze und Platz vier im Mannschaftswettbewerb die Silbermedaille hinter seinem Landsmann Dawid Kubacki beim Springen von der Normalschanze. Dabei hatte es nach dem ersten Durchgang auf der Toni-Seelos-Olympiaschanze, bei dem er lediglich 18. geworden war, zunächst nicht gut ausgesehen. Ein fulminanter zweiter Sprung brachte ihn dann jedoch noch fast nach ganz vorne. Im abschließenden Mixed-Teamwettbewerb wurde er mit der polnischen Mannschaft Sechster.
Mit seinem 35. Weltcup-Sieg in Zakopane am 26. Januar 2020 feierte Stoch in jedem Jahr des Jahrzehnts mindestens einen Sieg. Zwei Wochen später erreichte Stoch mit dem dritten Rang in Willingen seine 70. Podestplatzierung im Weltcup. Bei der Raw Air 2020 gelang ihm in Lillehammer sein dritter Saisonsieg. Darüber hinaus profitierte er von dem vorzeitigen Abbruch der Wettkampfserie aufgrund der COVID-19-Pandemie und gewann somit zum zweiten Mal in seiner Karriere die Gesamtwertung der Raw Air.
In die Vierschanzentournee 2020/21 startete Stoch mit einem zweiten Platz in Oberstdorf und einem vierten Platz in Garmisch-Partenkirchen. Er schloss die Tournee mit zwei Siegen in Innsbruck und Bischofshofen ab und gewann so zum dritten Mal die Tournee-Gesamtwertung. Auch beim ersten Weltcup-Wettbewerb nach der Tournee in Titisee-Neustadt war Stoch nicht zu schlagen und zog so mit seinem 39. Weltcup-Sieg mit Adam Małysz gleich.
Bei den Skiweltmeisterschaften 2021 in Oberstdorf wurde er im Einzelspringen von der Großschanze 19. und von der Normalschanze 22. Mit der polnischen Mannschaft wurde er gemeinsam mit Piotr Żyła, Andrzej Stękała und Dawid Kubacki von der Großschanze Dritter. Bei den Olympischen Winterspielen in Peking erreichte er im polnischen Mixed-Team und mit der Männermannschaft jeweils den sechsten Platz. In den Einzelwettbewerben wurde er auf der Normalschanze Sechster und von der Großschanze Vierter.

## Erfolge

### Weltcupsiege im Einzel
| Nr. | Datum             | Ort                    | Typ         |
| --- | ----------------- | ---------------------- | ----------- |
| 01. | 23. Januar 2011   | Zakopane               | Großschanze |
| 02. | 2. Februar 2011   | Klingenthal            | Großschanze |
| 03. | 20. März 2011     | Planica                | Flugschanze |
| 04. | 20. Januar 2012   | Zakopane               | Großschanze |
| 05. | 5. Februar 2012   | Val di Fiemme          | Großschanze |
| 06. | 12. März 2013     | Kuopio                 | Großschanze |
| 07. | 15. März 2013     | Trondheim              | Großschanze |
| 08. | 15. Dezember 2013 | Titisee-Neustadt       | Großschanze |
| 09. | 22. Dezember 2013 | Engelberg              | Großschanze |
| 10. | 1. Februar 2014   | Willingen              | Großschanze |
| 11. | 2. Februar 2014   | Willingen              | Großschanze |
| 12. | 2. März 2014      | Lahti                  | Großschanze |
| 13. | 4. März 2014      | Kuopio                 | Großschanze |
| 14. | 18. Januar 2015   | Zakopane               | Großschanze |
| 15. | 30. Januar 2015   | Willingen              | Großschanze |
| 16. | 11. Dezember 2016 | Lillehammer            | Großschanze |
| 17. | 6. Januar 2017    | Bischofshofen          | Großschanze |
| 18. | 14. Januar 2017   | Wisła                  | Großschanze |
| 19. | 15. Januar 2017   | Wisła                  | Großschanze |
| 20. | 22. Januar 2017   | Zakopane               | Großschanze |
| 21. | 12. Februar 2017  | Sapporo                | Großschanze |
| 22. | 19. März 2017     | Vikersund              | Flugschanze |
| 23. | 30. Dezember 2017 | Oberstdorf             | Großschanze |
| 24. | 1. Januar 2018    | Garmisch-Partenkirchen | Großschanze |
| 25. | 4. Januar 2018    | Innsbruck              | Großschanze |
| 26. | 6. Januar 2018    | Bischofshofen          | Großschanze |
| 27. | 4. März 2018      | Lahti                  | Großschanze |
| 28. | 13. März 2018     | Lillehammer            | Großschanze |
| 29. | 15. März 2018     | Trondheim              | Großschanze |
| 30. | 23. März 2018     | Planica                | Flugschanze |
| 31. | 25. März 2018     | Planica                | Flugschanze |
| 32. | 3. Februar 2019   | Oberstdorf             | Flugschanze |
| 33. | 10. Februar 2019  | Lahti                  | Großschanze |
| 34. | 21. Dezember 2019 | Engelberg              | Großschanze |
| 35. | 26. Januar 2020   | Zakopane               | Großschanze |
| 36. | 10. März 2020     | Lillehammer            | Großschanze |
| 37. | 3. Januar 2021    | Innsbruck              | Großschanze |
| 38. | 6. Januar 2021    | Bischofshofen          | Großschanze |
| 39. | 9. Januar 2021    | Titisee-Neustadt       | Großschanze |

### Weltcupsiege im Team
| Nr. | Datum             | Ort         | Typ         |
| --- | ----------------- | ----------- | ----------- |
| 01. | 3. Dezember 2016  | Klingenthal | Großschanze |
| 02. | 28. Januar 2017   | Willingen   | Großschanze |
| 03. | 27. Januar 2018   | Zakopane    | Großschanze |
| 04. | 17. November 2018 | Wisła       | Großschanze |
| 05. | 15. Februar 2019  | Willingen   | Großschanze |
| 06. | 23. März 2019     | Planica     | Flugschanze |
| 07. | 14. Dezember 2019 | Klingenthal | Großschanze |

### Grand-Prix-Siege im Einzel
| Nr. | Datum           | Ort          | Typ           |
| --- | --------------- | ------------ | ------------- |
| 01. | 3. Oktober 2007 | Oberhof      | Großschanze   |
| 02. | 21. August 2010 | Wisła        | Großschanze   |
| 03. | 29. August 2010 | Hakuba       | Großschanze   |
| 04. | 3. Oktober 2010 | Klingenthal  | Großschanze   |
| 05. | 14. August 2011 | Einsiedeln   | Großschanze   |
| 06. | 3. Oktober 2011 | Klingenthal  | Großschanze   |
| 07. | 17. August 2013 | Einsiedeln   | Großschanze   |
| 08. | 22. Juli 2018   | Wisła        | Großschanze   |
| 09. | 28. Juli 2018   | Hinterzarten | Normalschanze |
| 10. | 4. August 2018  | Einsiedeln   | Großschanze   |
| 11. | 18. August 2019 | Zakopane     | Großschanze   |
| 12. | 24. Juli 2022   | Wisła        | Großschanze   |

### Grand-Prix-Siege im Team
| Nr. | Datum          | Ort   | Typ         |
| --- | -------------- | ----- | ----------- |
| 1.  | 2. August 2013 | Wisła | Großschanze |
| 2.  | 25. Juli 2014  | Wisła | Großschanze |
| 3.  | 31. Juli 2015  | Wisła | Großschanze |
| 4.  | 14. Juli 2017  | Wisła | Großschanze |
| 5.  | 21. Juli 2018  | Wisła | Großschanze |
| 6.  | 20. Juli 2019  | Wisła | Großschanze |

### Continental-Cup-Siege im Einzel
| Nr. | Datum              | Ort                    | Typ           |
| --- | ------------------ | ---------------------- | ------------- |
| 1.  | 3. Juli 2010       | Kranj                  | Normalschanze |
| 2.  | 4. Juli 2010       | Velenje                | Normalschanze |
| 3.  | 9. Juli 2010       | Garmisch-Partenkirchen | Großschanze   |
| 4.  | 10. Juli 2010      | Garmisch-Partenkirchen | Großschanze   |
| 5.  | 25. September 2010 | Almaty                 | Großschanze   |
| 6.  | 26. September 2010 | Almaty                 | Normalschanze |

## Statistik

### Weltcup-Platzierungen

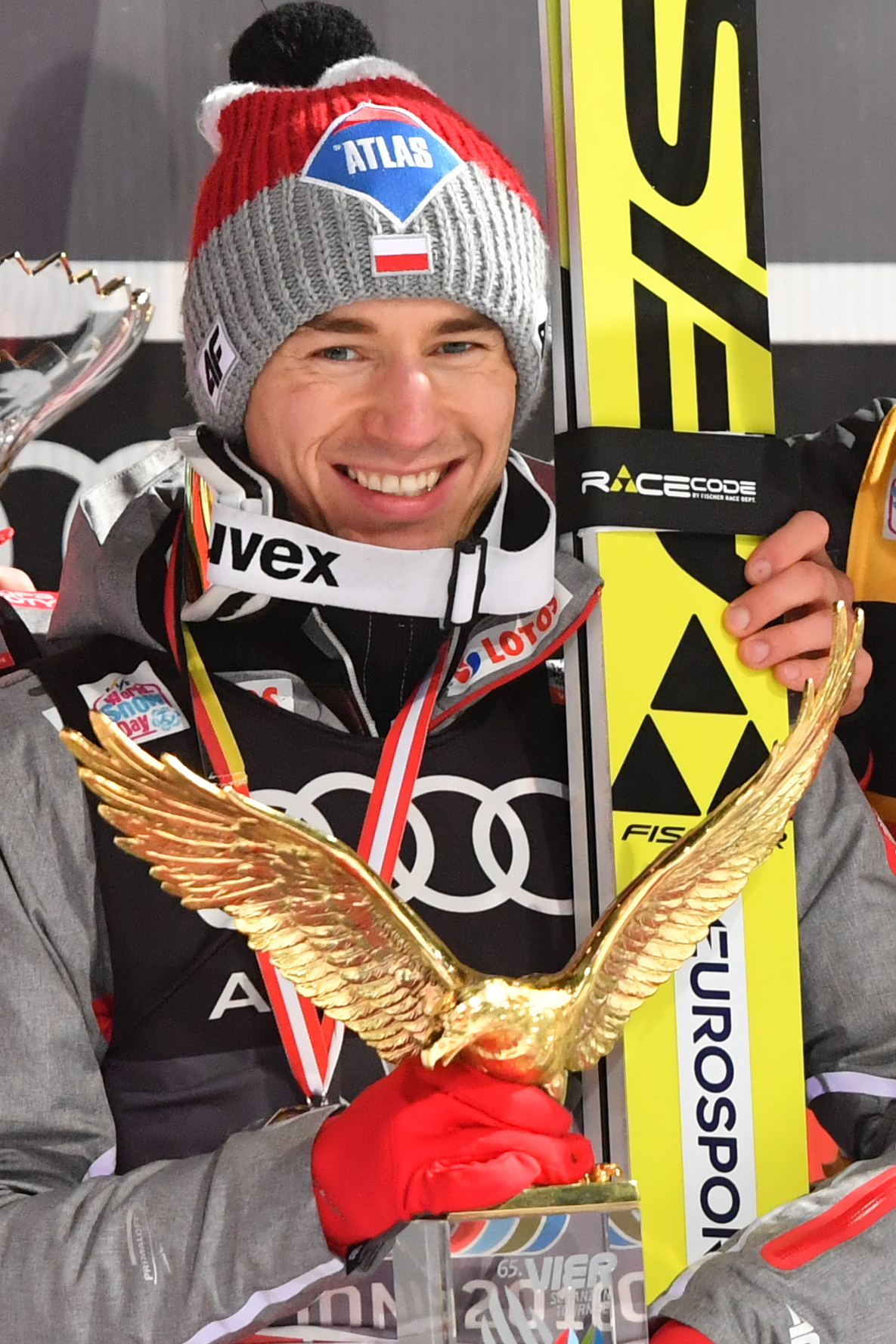
Stoch in Bischofshofen mit dem Pokal des Gesamtsiegers 2016/17

| Saison  | Platz | Punkte |
| ------- | ----- | ------ |
| 2004/05 | 53.   | 0036   |
| 2005/06 | 45.   | 0041   |
| 2006/07 | 30.   | 0168   |
| 2007/08 | 30.   | 0157   |
| 2008/09 | 30.   | 0146   |
| 2009/10 | 24.   | 0203   |
| 2010/11 | 10.   | 0739   |
| 2011/12 | 05.   | 1078   |
| 2012/13 | 03.   | 0953   |
| 2013/14 | 01.   | 1420   |
| 2014/15 | 09.   | 0820   |
| 2015/16 | 22.   | 0295   |
| 2016/17 | 02.   | 1524   |
| 2017/18 | 01.   | 1443   |
| 2018/19 | 03.   | 1288   |
| 2019/20 | 05.   | 1031   |
| 2020/21 | 03.   | 0955   |
| 2021/22 | 19.   | 0397   |
| 2022/23 | 14.   | 0608   |
| 2023/24 | 26.   | 0256   |
| 2024/25 | 31.   | 0157   |

### Vierschanzentournee-Platzierungen
| Saison  | Platz | Punkte |
| ------- | ----- | ------ |
| 2005/06 | 34.   | 0486,1 |
| 2006/07 | 15.   | 0810,9 |
| 2007/08 | 21.   | 0765,7 |
| 2008/09 | 36.   | 0523,3 |
| 2009/10 | 30.   | 0540,3 |
| 2010/11 | 15.   | 0810,4 |
| 2011/12 | 08.   | 0843,0 |
| 2012/13 | 04.   | 1027,2 |
| 2013/14 | 07.   | 0938,2 |
| 2014/15 | 10.   | 1009,4 |
| 2015/16 | 23.   | 0800,3 |
| 2016/17 | 01.   | 0997,8 |
| 2017/18 | 01.   | 1108,8 |
| 2018/19 | 06.   | 0994,0 |
| 2019/20 | 13.   | 1023,6 |
| 2020/21 | 01.   | 1110,6 |
| 2021/22 | 53.   | 0214,5 |
| 2022/23 | 05.   | 1087,9 |
| 2023/24 | 15.   | 0997,0 |

### Grand-Prix-Platzierungen
| Saison | Platz | Punkte |
| ------ | ----- | ------ |
| 2005   | 11.   | 166    |
| 2006   | 37.   | 066    |
| 2007   | 12.   | 181    |
| 2009   | 32.   | 058    |
| 2010   | 02.   | 500    |
| 2011   | 02.   | 505    |
| 2012   | 25.   | 089    |
| 2013   | 09.   | 227    |
| 2014   | 16.   | 136    |
| 2015   | 09.   | 232    |
| 2016   | 03.   | 315    |
| 2017   | 26.   | 085    |
| 2018   | 04.   | 376    |
| 2019   | 15.   | 138    |
| 2020   | 02.   | 160    |
| 2021   | 55.   | 023    |
| 2022   | 03.   | 182    |
| 2023   | 45.   | 043    |
| 2024   | 63.   | 015    |

### Schanzenrekorde
| Schanze                          | Ort       | Land      | Weite   | aufgestellt am    | Rekord bis        |
| -------------------------------- | --------- | --------- | ------- | ----------------- | ----------------- |
| Gross-Titlis-Schanze (HS137)     | Engelberg | Schweiz   | 143,5 m | 18. Dezember 2016 | 18. Dezember 2016 |
| Letalnica bratov Gorišek (HS225) | Planica   | Slowenien | 251,5 m | 25. März 2017     | 24. März 2019     |
| Wielka Krokiew (HS140)           | Zakopane  | Polen     | 141,5 m | 27. Januar 2018   | 19. Januar 2019   |
| Granåsen skisenter (HS140)       | Trondheim | Norwegen  | 146,0 m | 15. März 2018     | aktuell           |
| Ōkurayama-Schanze (HS137)        | Sapporo   | Japan     | 148,5 m | 26. Januar 2019   | aktuell           |
| Gross-Titlis-Schanze (HS137)     | Engelberg | Schweiz   | 146,0 m | 18. Dezember 2020 | aktuell           |

## Auszeichnungen
- Polens Sportler des Jahres: 2014, 2017
- „Nordic Ski King“ der FIS: 2017/18[16]
- Benennung eines Asteroiden nach ihm am 8. November 2021: (25938) Stoch[17]